# Porc senglar de Sulawesi
El porc senglar de Sulawesi (Sus celebensis) és una espècie de porc senglar que viu a Sulawesi (Indonèsia). Sobreviu a la majoria d'hàbitats i pot viure a altituds de fins a 2.500 metres. Ha estat domesticat i introduït a diverses altres illes indonèsies. El seu nom específic, celebensis, significa ‘de Cèlebes’ en llatí.